# Киоск

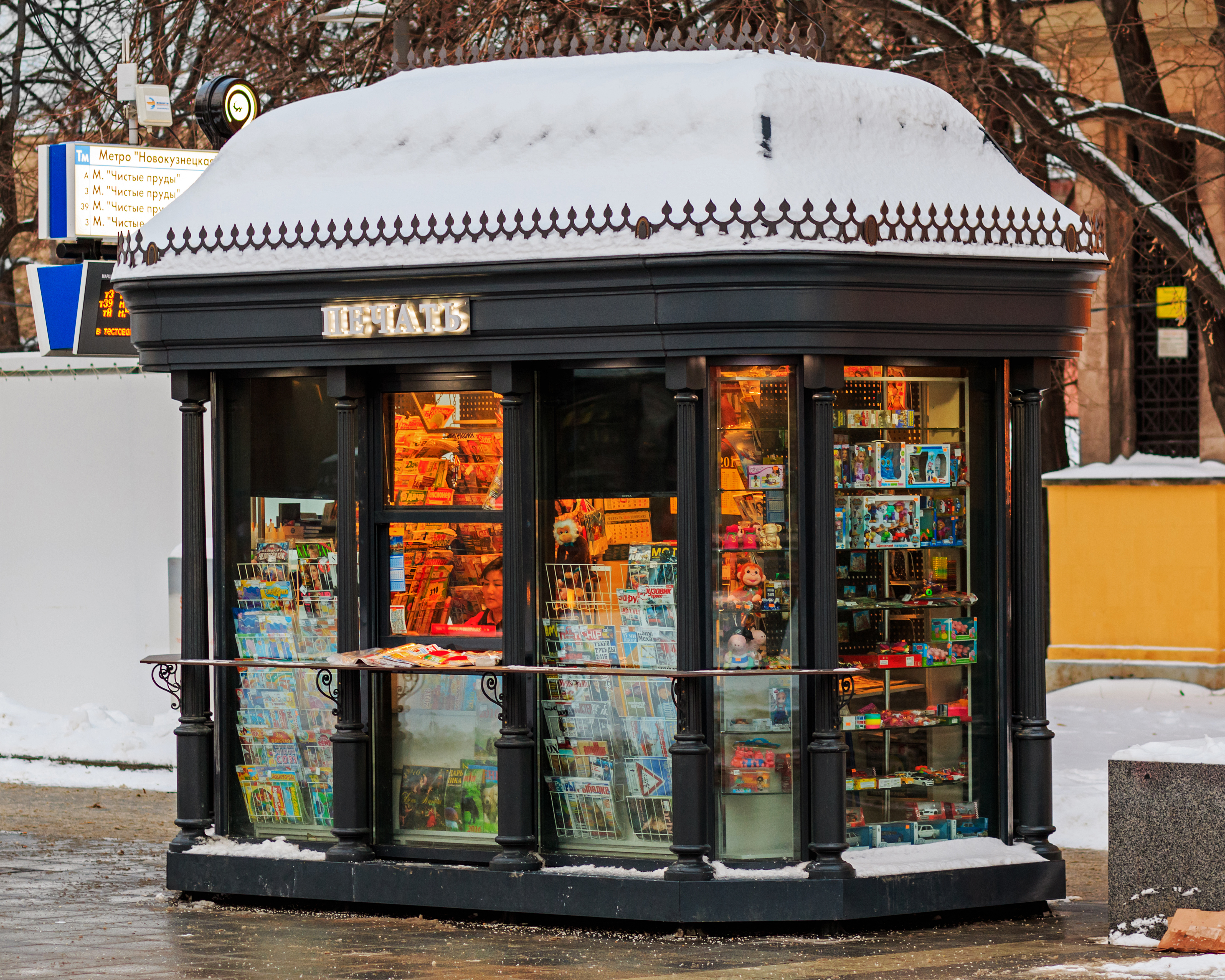
Газетный киоск в Москве

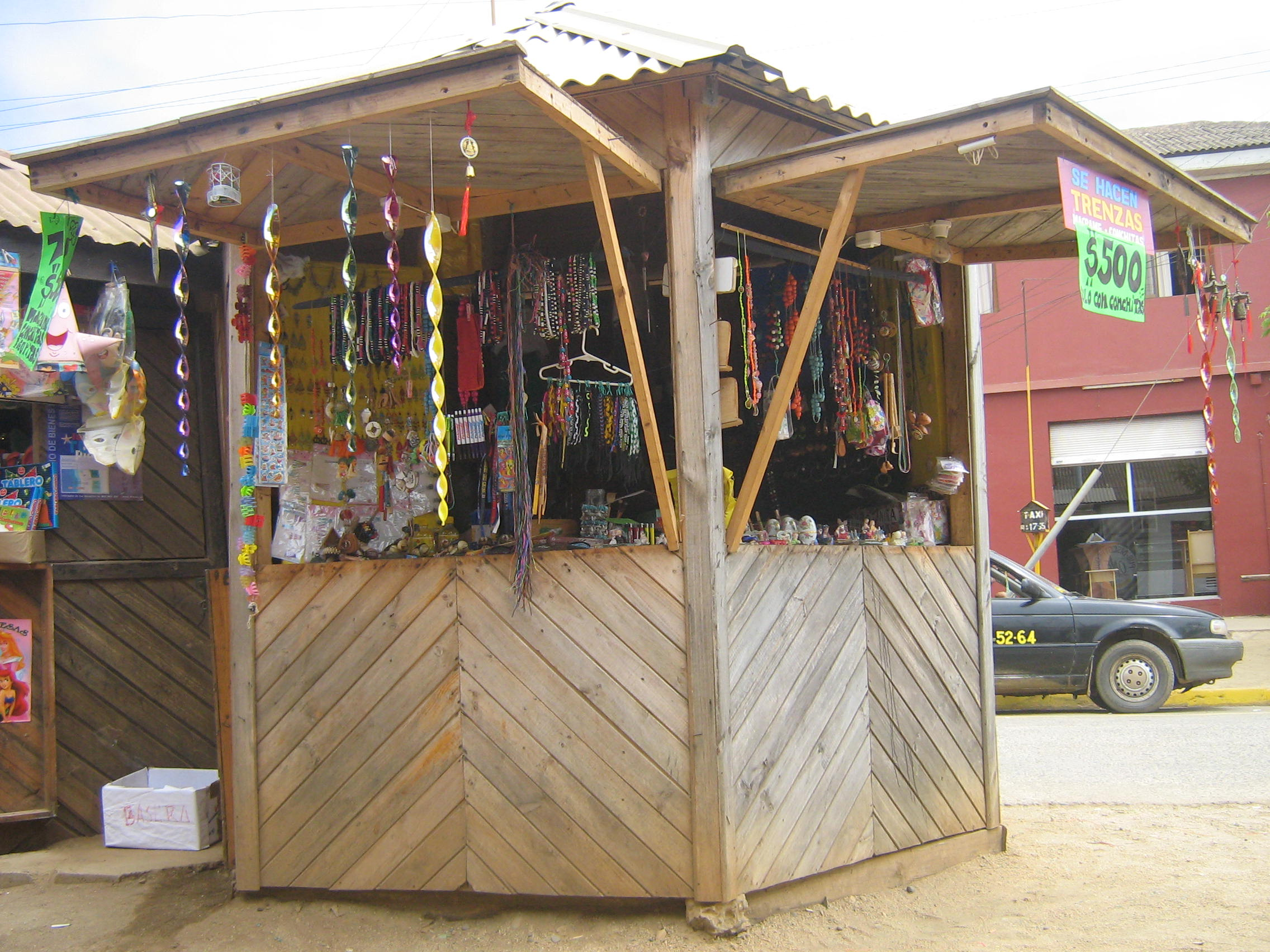
Сувенирный ларёк, Чили

Кио́ск, или ларёк, — строение небольших размеров, предназначенное для мелкорозничной торговли, продажи продукции общественного питания или предоставления услуг (информационный киоск).

## Этимология и значения

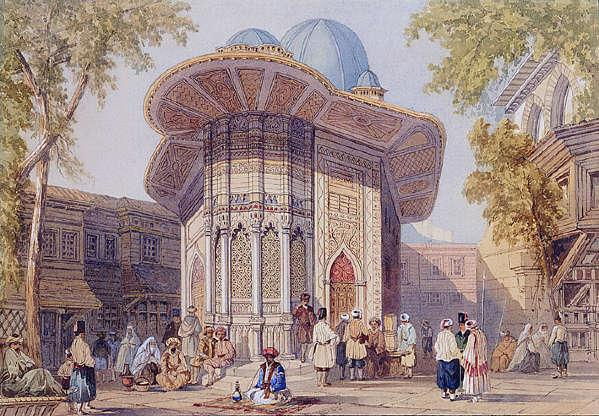
Киоск в Константинополе, XIX век

Слово «киоск» пришло в русский язык в XVIII веке от фр. kiosque (будка), произошедшего от итальянского chiosco, от турецкого köşk (в значении цветочный павильон), далее от персидского kūšk (дворец). Изначально слово киоск означало «цветочная беседка, парковый павильон», постройку, имевшую декоративный характер.
Первоначально киоски не предназначались для торговли чем-либо, со временем такие цветочные беседки вышли из моды. Современное распространение это слово получило преимущественно как обозначение торгового сооружения. Киоском стали называть небольшую торговую точку, где продаются газеты, книги, календари, канцелярские товары.
Слово «ларёк» происходит от слова «ларь», обозначающего большой деревянный ящик для хранения продовольствия и других товаров. Термины «ларёк» и «киоск» практически синонимы, но ларьками чаще называют точки по продаже продовольственных товаров, а киосками — газет, цветов, билетов и тому подобным. В московском говоре ларьки называют палатками (вообще в русском языке «палатка» — это временное сооружение из ткани). Во многих частях бывшего Советского Союза киоски ещё называют словом «комок» (сокращение от фразы «коммерческий магазин» либо комиссионный магазин).

## Торговый киоск
Классическое представление: небольшое строение, примерно 3 на 3 метра, с прозрачной витриной или окошком. Внутри торгового киоска находится, как правило, один продавец. Торговля ведётся товарами широкого потребления: газеты, журналы, прохладительные напитки, бижутерия, сувениры.
Новое представление: автомат, специализирующийся на некотором виде продукции, например автомат для газет, лёгкая закуска (шоколадные батончики и чипсы), прохладительных напитков.
Ларьки и киоски в классическом виде распространены до сих пор. Обычно ставятся в местах большого скопления людей, чаще всего на остановках общественного транспорта, на рынках и тому подобном.
В СССР и России
Первые коммерческие ларьки появились в СССР в 1987 году. Уже позже большое распространение ларьки получили в России в 1990-е годы — эпоху развития частного предпринимательства. Тогда появлялись многочисленные ларьки, торгующие самыми разными товарами: косметикой, продуктами быстрого питания, CD/DVD-дисками, сотовыми телефонами, газетами, сувенирами и прочим. Среди них было немало незаконных ларьков, владельцы которых не платили налоги, а товары, продававшиеся в них, были контрафактными (в основном пиратские DVD-диски и поддельные часы, сотовые телефоны, одежда, алкогольные напитки).

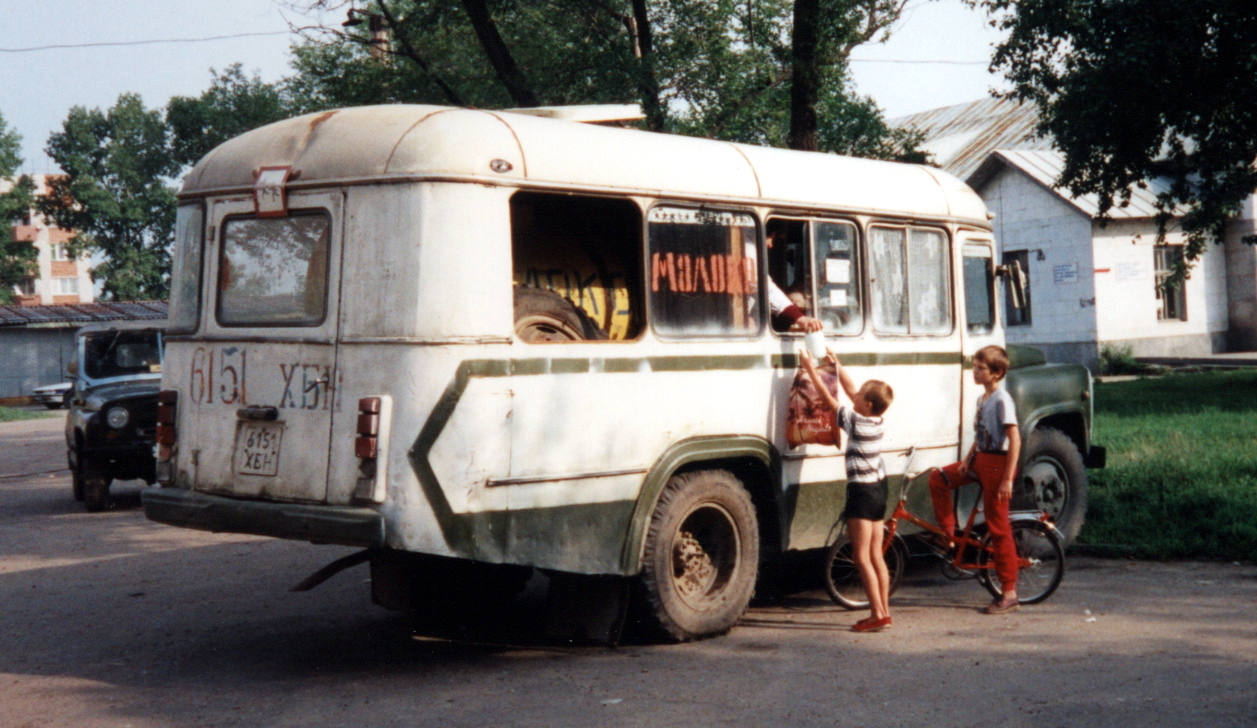
Передвижной киоск в Хабаровске, 1998

В начале 90-х годов в России и СНГ стало появляться немало киосков на базе автомобильных кузовов или прицепов. Их размеры варьируются от 1×1,5 м до 2,5×10 м. Их производили многие предприятия от респектабельного «Тонара» (название «тонар» стало нарицательным для обозначения таких передвижных киосков) до различных «гаражных кулибиных».

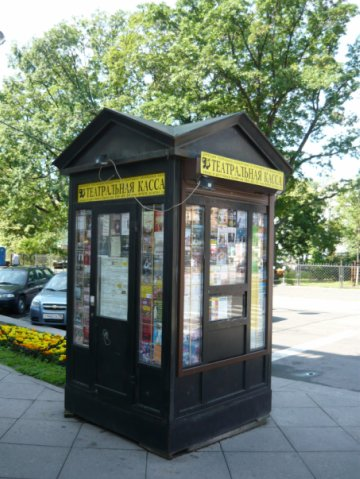
Ларёк по продаже театральных билетов на Невском проспекте в Санкт-Петербурге

С 2016 года их численность стала падать в связи с изменениями торгового законодательства (тогда столичные власти начали массовую борьбу с киосками).
В конце 2018 года правительство внесло в Госдуму законопроект о возрождении «малых форм» торговых точек — ларьков, палаток, автолавок, киосков и т. п. В 2017—2019 гг. количество киосков в России выросло на 27 %.

## Справочный (информационный) киоск
Справочный (информационный) киоск — место, где можно получить информацию. Ранее справки давал человек, ныне справочный киоск представляется в виде компьютерного терминала с сенсорным экраном.

## Прочие
Банковский терминал, платёжный терминал или информационный терминал тоже могут быть выполнены в виде киоска. Предназначены для получения наличных денег со счёта в банке, оплаты услуг связи и прочих денежных операций. Банковские терминалы получили широкое распространение во многих странах мира. Как правило, один банковский терминал может обслужить несколько банковских систем, что значительно расширяет зону обслуживания.

## Галерея

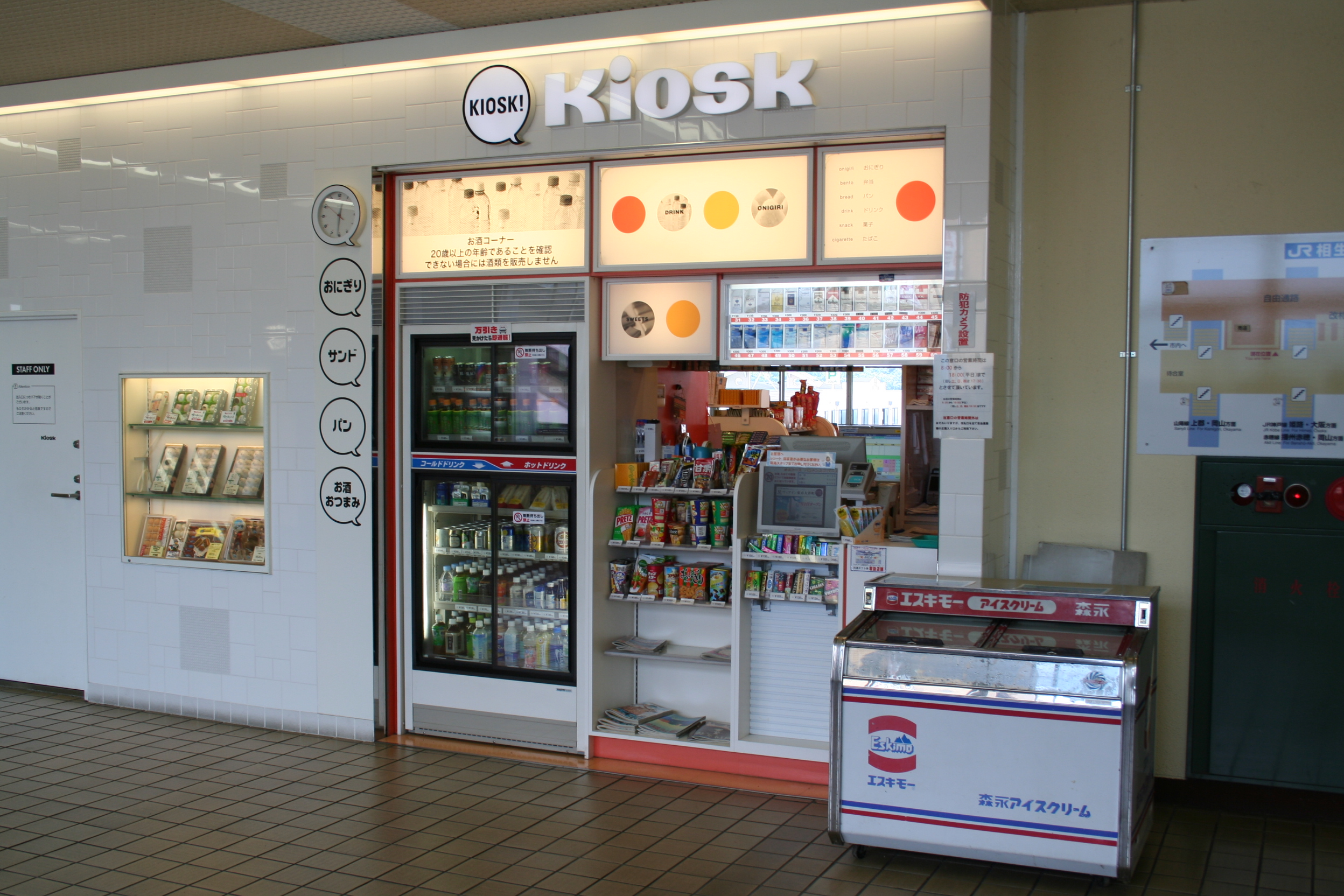
Современный торговый киоск на вокзале в Хиого, Япония
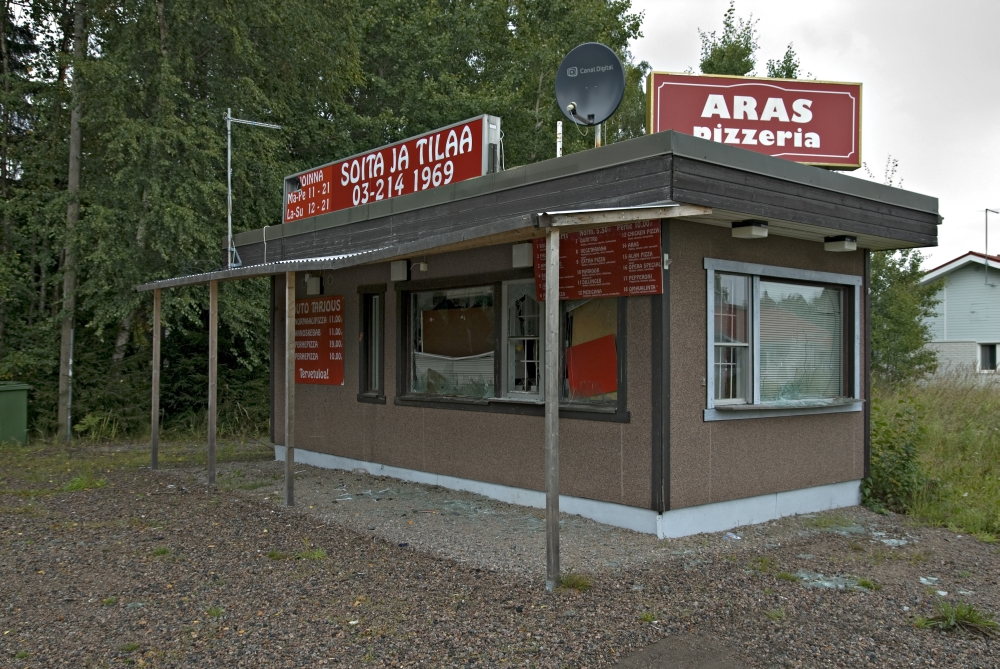
Небольшой киоск, где подают кебаб, в Метсяакюля, Юлёярви, Финляндия
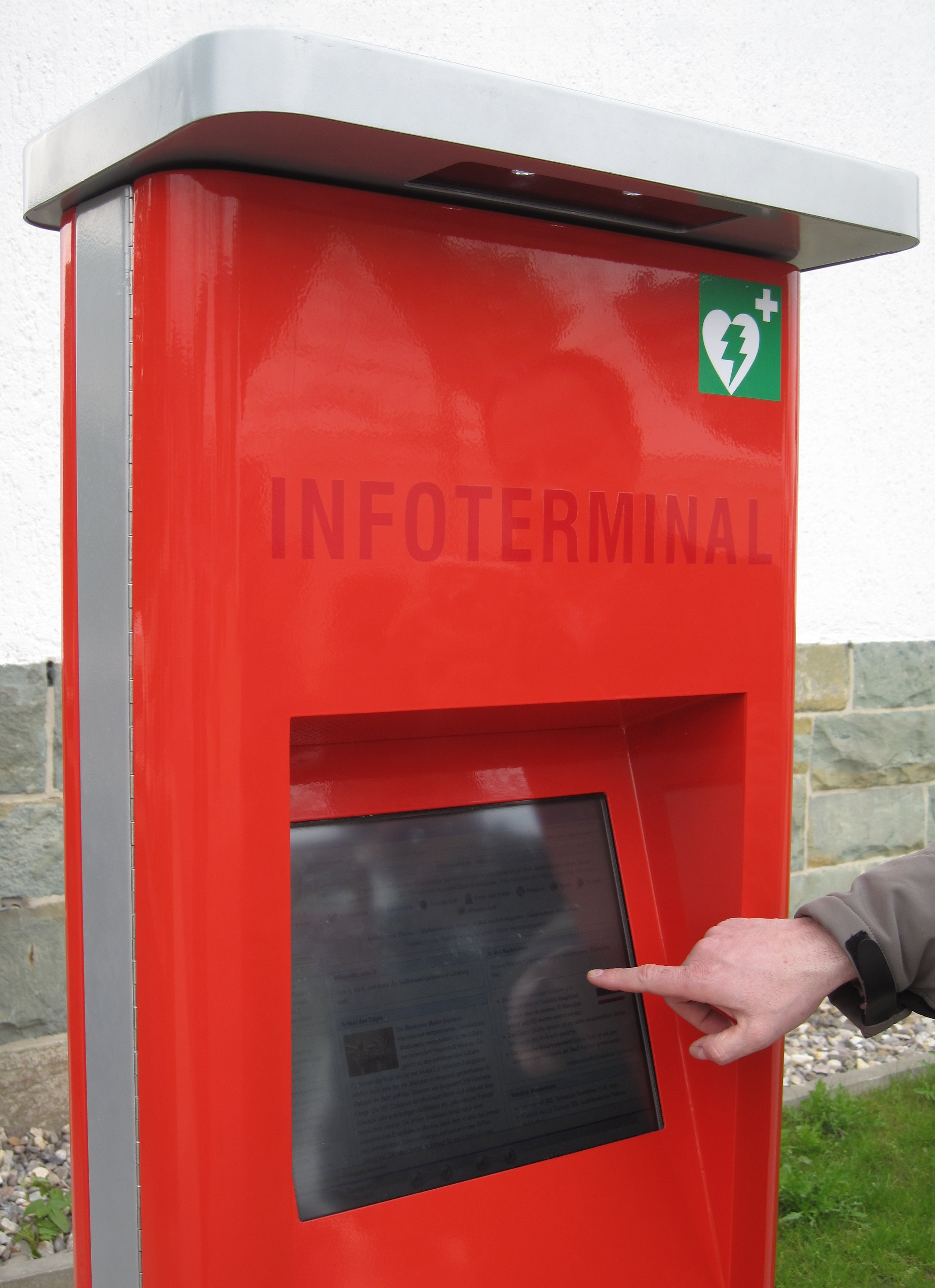
Интернет-киоск в Хемере, Германия
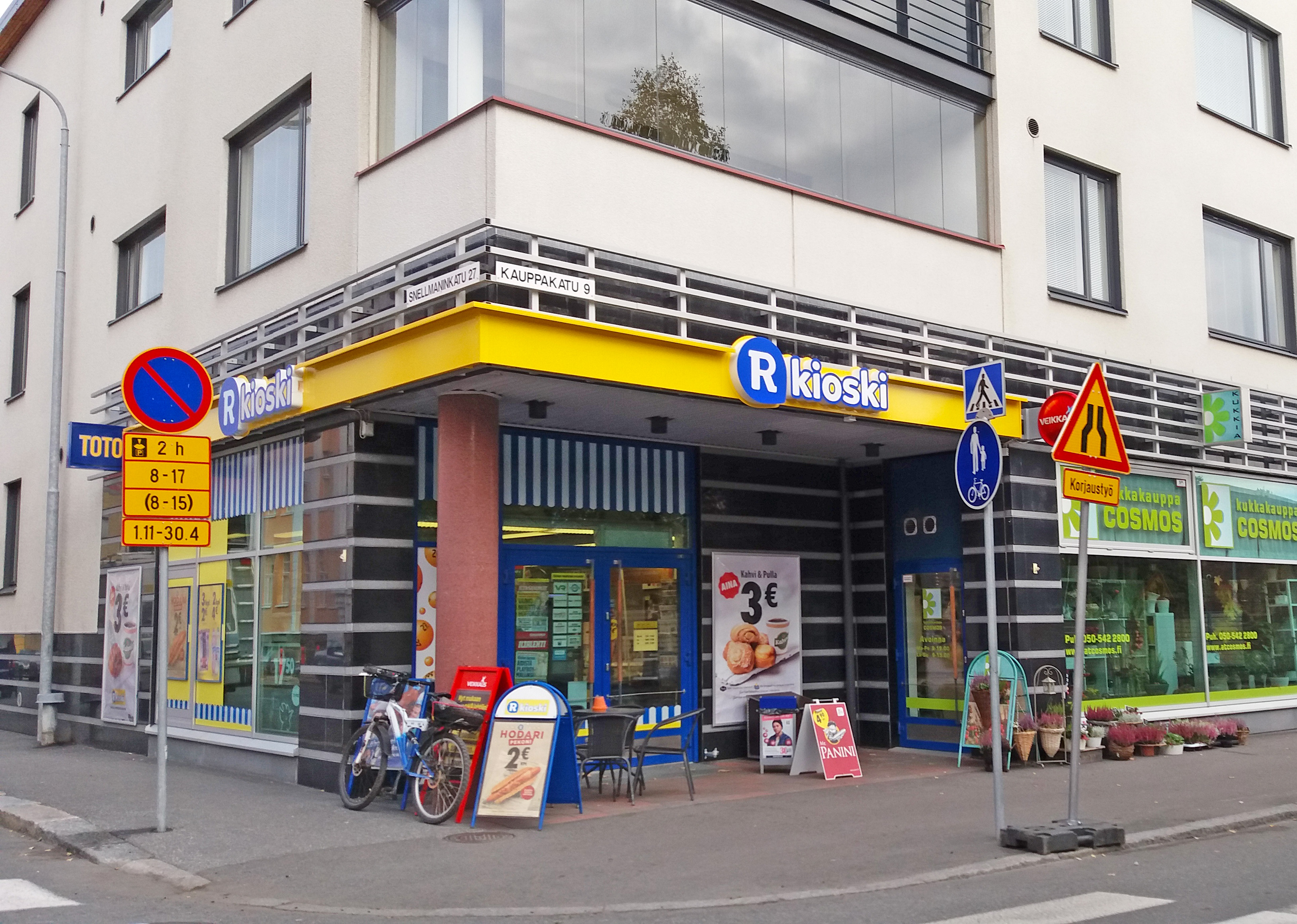
Один из магазинов сети R-kioski в Куопио, Финляндия
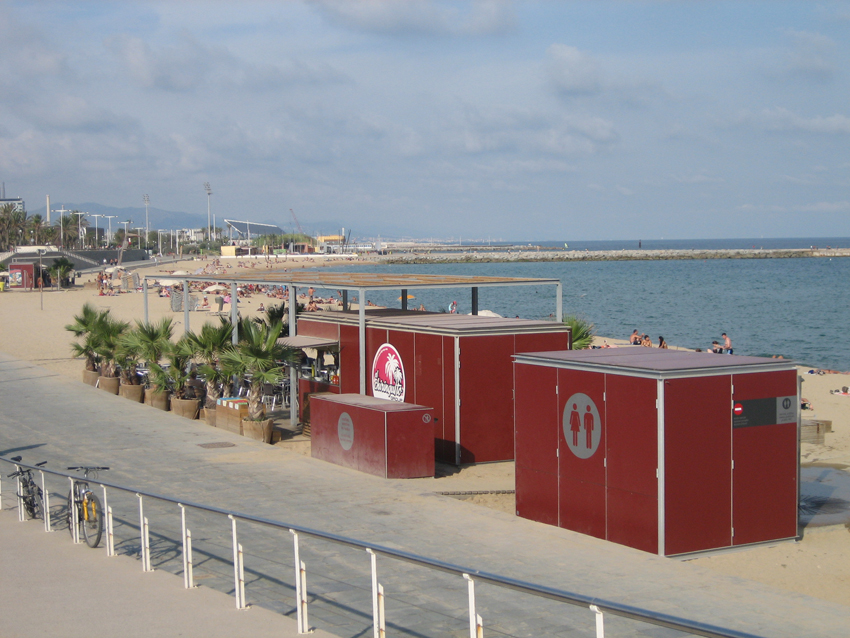
Сборные киоски различного назначения на пляжах Барселоны, Испания
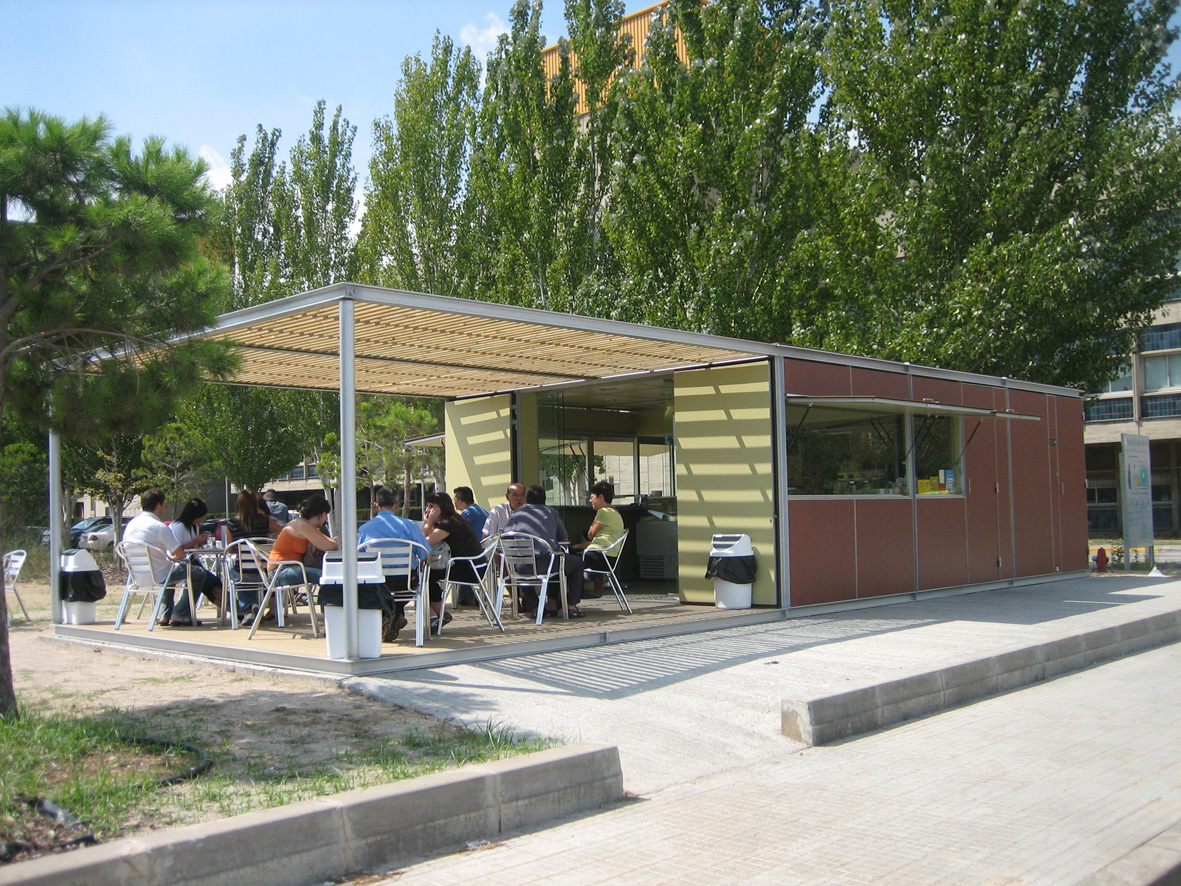
Киоск с террасой в парке в Барселоне, Испания
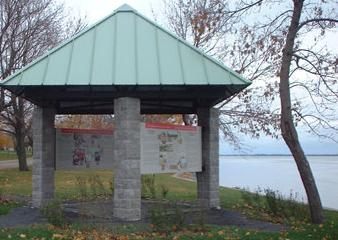
Информационный киоск Королевского военного колледжа Канады
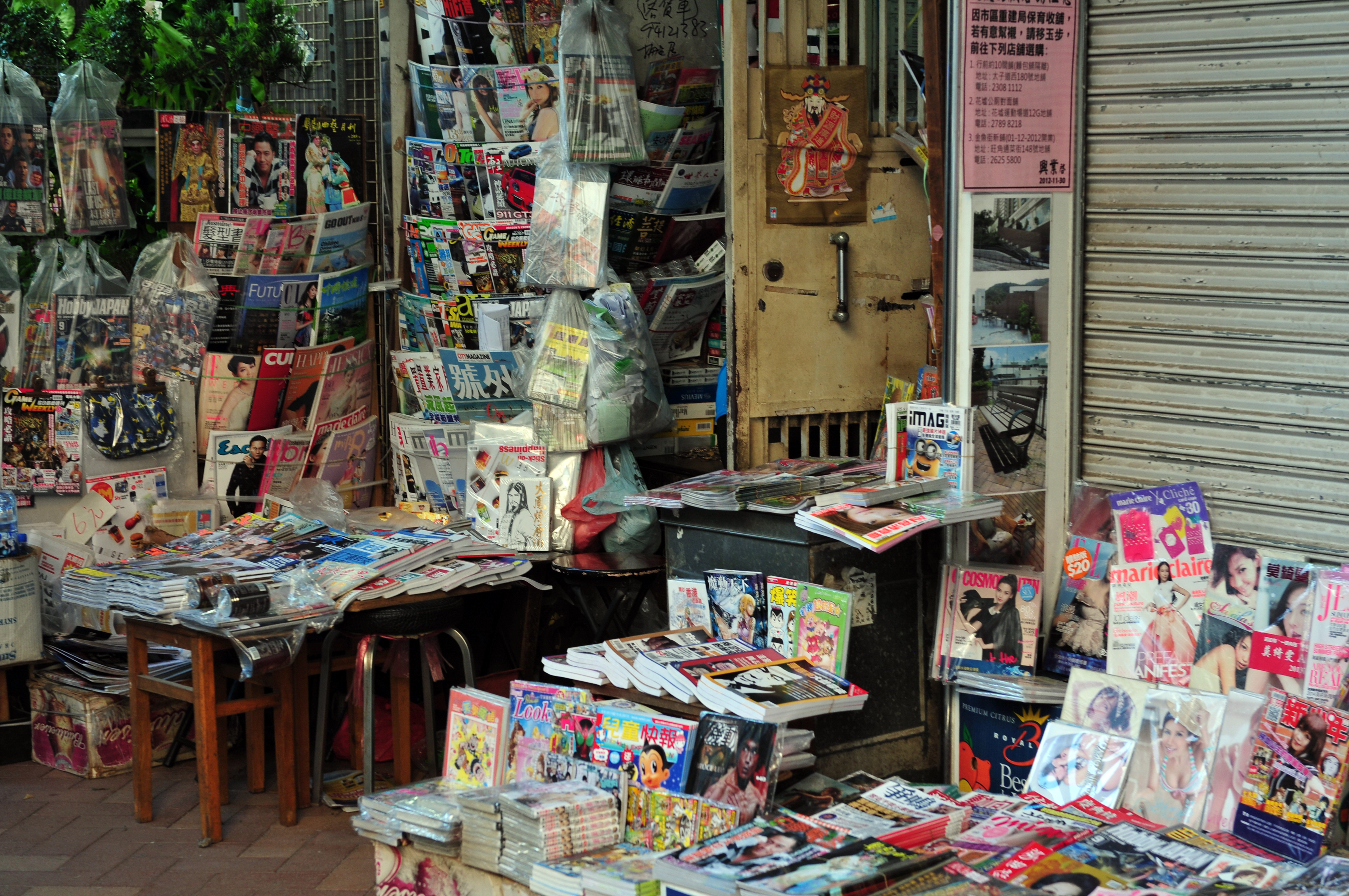
Газетный киоск в Гонконге
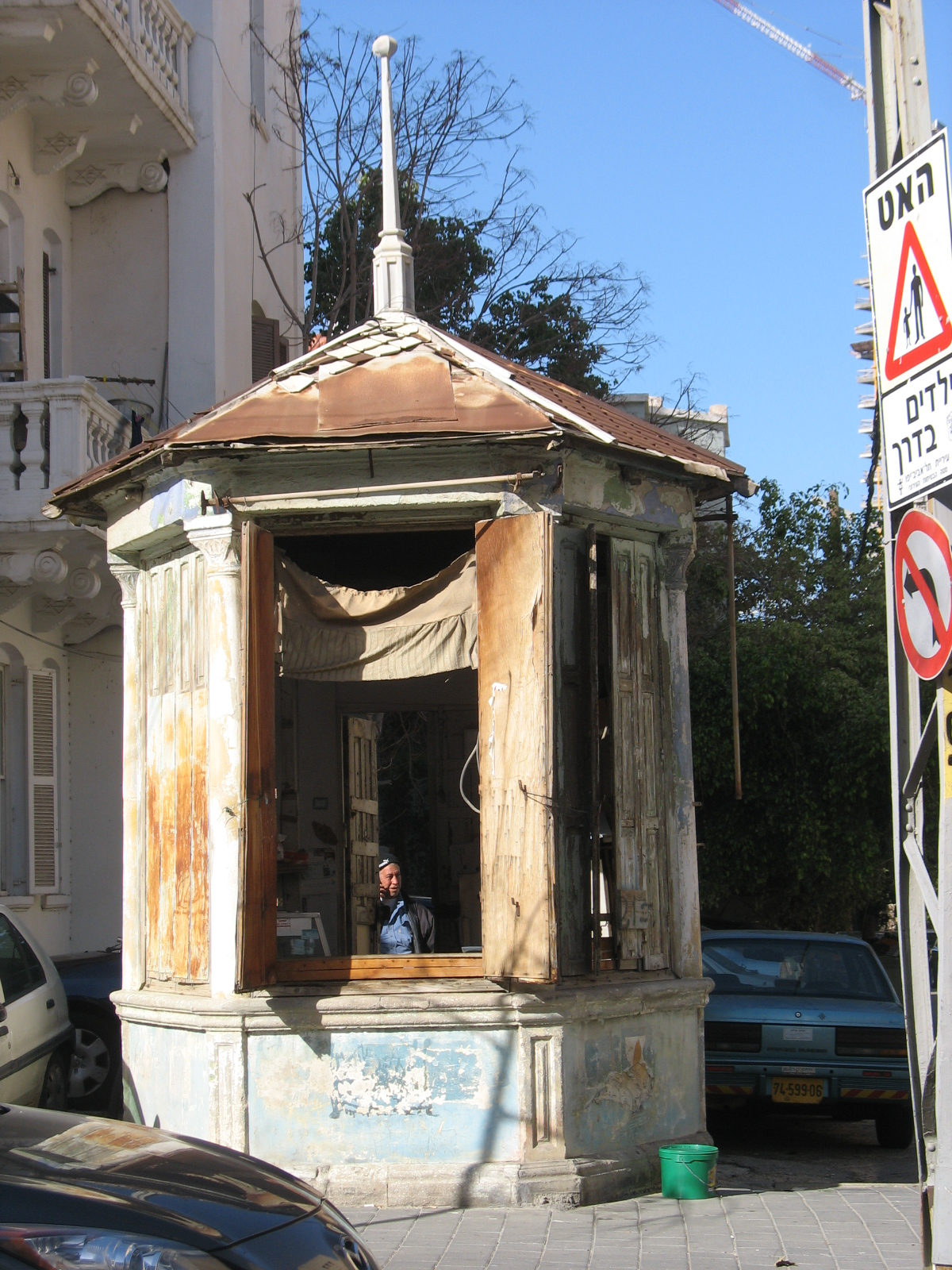
Старый киоск в Тель-Авиве, Израиль
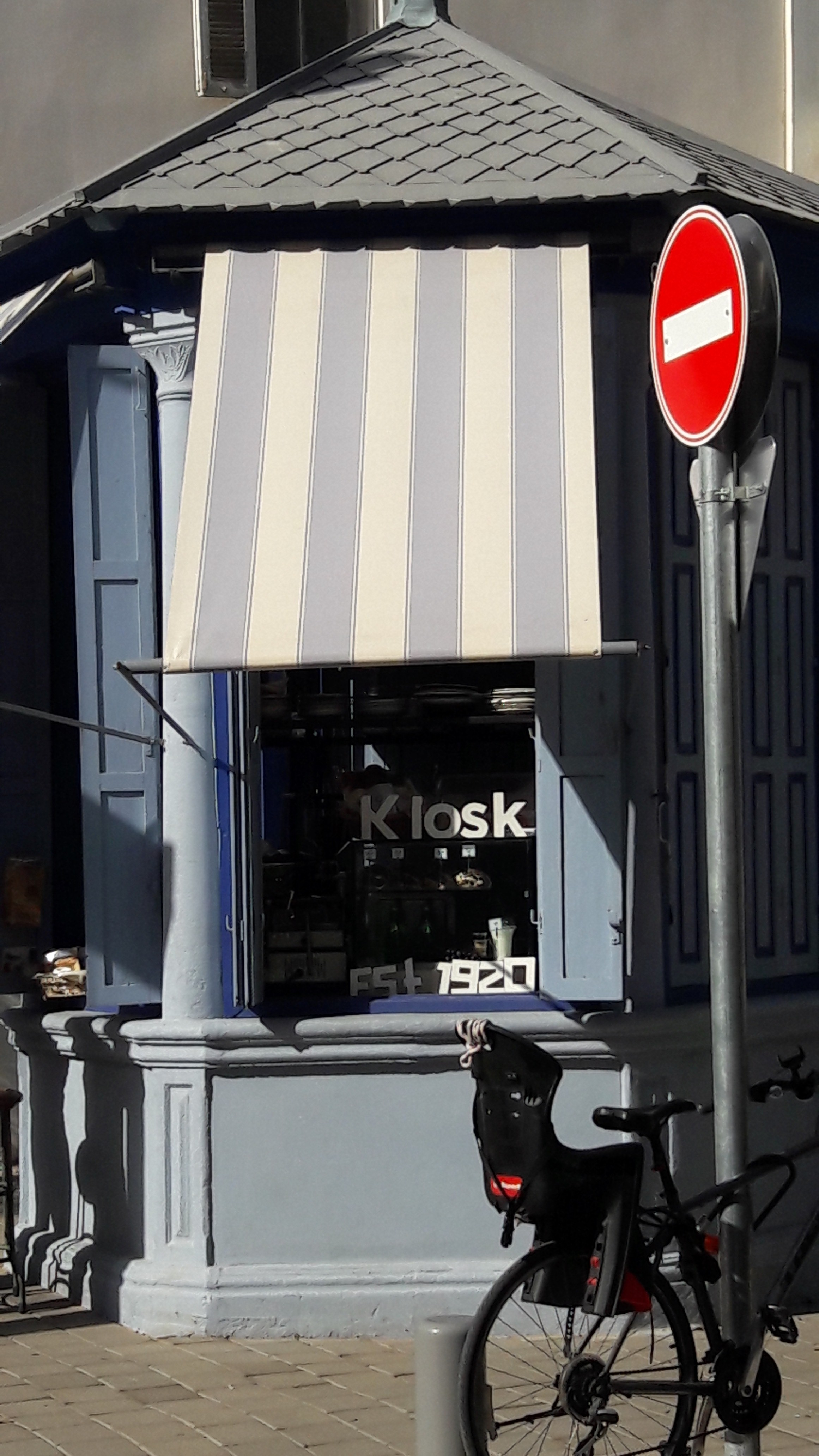
Отремонтированный киоск в Тель-Авиве, Израиль
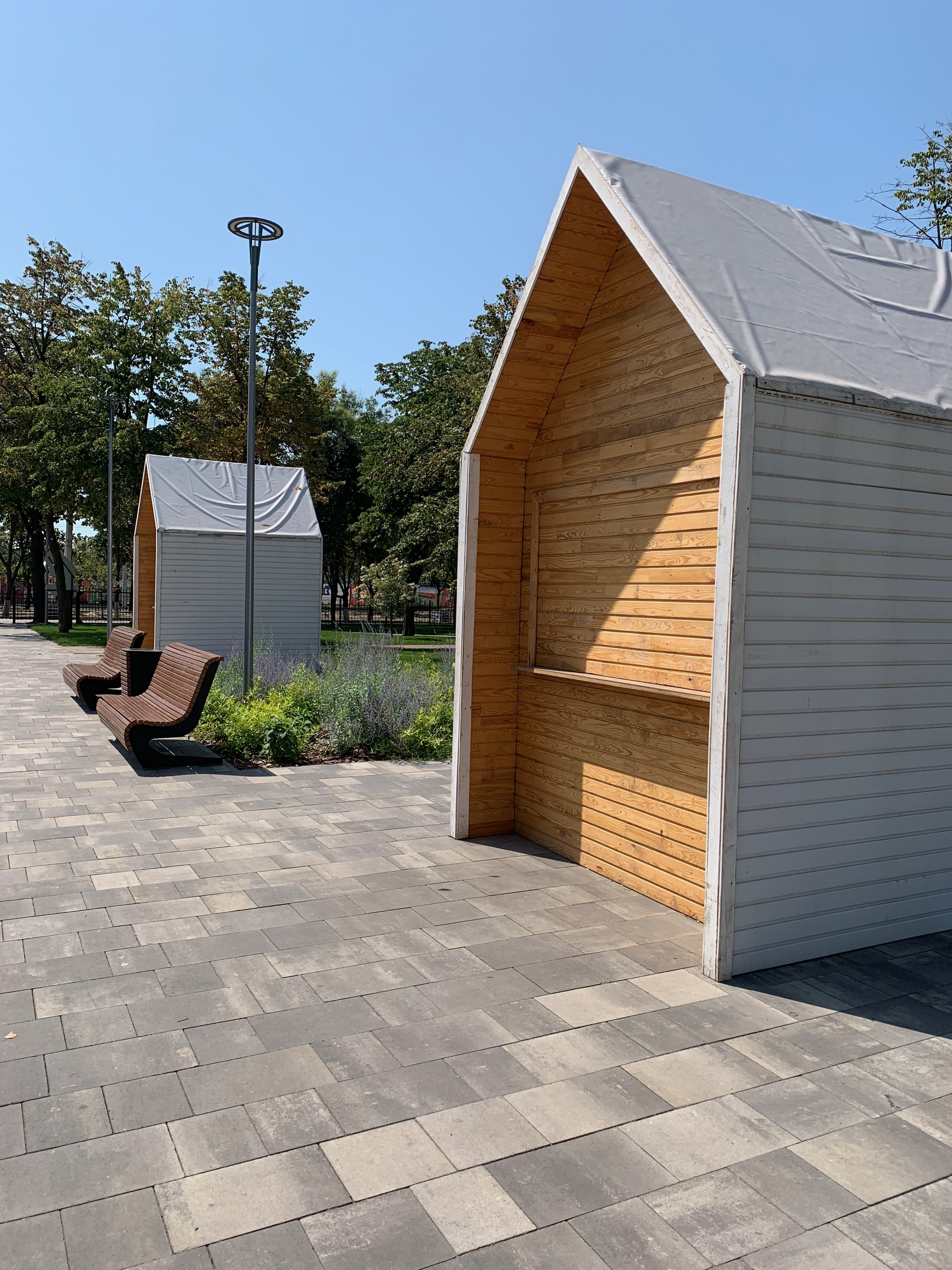
Новый киоск в Мариуполе, 2019 год